# Богомилци
Богомилци (болг. Богомилци) — село в Болгарии. Находится в Разградской области, входит в общину Самуил. Население составляет 282 человека.

## Политическая ситуация
В местном кметстве Богомилци, в состав которого входит Богомилци, должность кмета (старосты) исполняет Юксел Алиев Феимов (коалиция в составе 3 партий: Национальное движение «Симеон Второй» (НДСВ), Земледельческий народный союз (ЗНС), Движение за права и свободы (ДПС)) по результатам выборов.
Кмет (мэр) общины Самуил — Бейтула Сали Мюмюн (коалиция партий: Движение за права и свободы (ДПС), Земледельческий народный союз (ЗНС), национальное движение «Симеон Второй» (НДСВ)) по результатам выборов.